# Burgstall Veste bei der Kirche
Der Burgstall Veste bei der Kirche (auch Burgveste, heutiger Kirchplatz) ist eine abgegangene Wasserburg in der heutigen unterfränkischen Gemeinde Rüdenhausen im Landkreis Kitzingen. Insgesamt existierten im Ort drei Befestigungen, neben der Veste bestand das sogenannte Haus im See und das heute noch bestehende Alte Schloss der Grafen zu Castell-Rüdenhausen. 

## Geschichte
Wahrscheinlich entstand bereits im Hochmittelalter ein befestigtes Wohnhaus im Zentrum des Dorfes Rüdenhausen. Das Dorf lag zwar im Einflussbereich der Grafen zu Castell, diese vergaben jedoch ihre Besitzungen an verschiedene Herren zu Lehen. Deshalb war Rüdenhausen zu Beginn des Spätmittelalters ein Kondominium verschiedener Rittergeschlechter. Um 1270 wurden dann insgesamt drei Herrensitze im Dorf urkundlich erwähnt. Während die Schello von Rüdenhausen im Alten Schloss saßen, waren die Kielholz von Rüdenhausen mit dem Haus im See begütert und die Veste bei der Kirche gehörte den Herren von März (auch Merz).
Die Veste bei der Kirche verlor in den nächsten Jahrzehnten an Bedeutung. An der Stelle des Herrensitzes entstand im 14. Jahrhundert ein Gotteshaus, das 1364 zur Pfarrkirche gemacht wurde. Zuvor hatte hier wohl eine hölzerne Kapelle gestanden, die vielleicht dem Burgsitz zugeordnet war. 1376 gelangten die Herren von Gnodstadt in den Besitz der Veste bei der Kirche, während das Alte Schloss inzwischen an die Fuchs von Rüdenhausen gekommen war. Im Jahr 1399 wurde ein Anteil an der Veste außerdem an Hans von Seckendorff vergeben.
Die Herren von Gnodstadt taten wohl nichts für den Erhalt ihres Herrensitzes, mit dem Besitzungen und Einkünfte verbunden waren. 1463 scheint das Anwesen dann verödet gewesen zu sein. Dennoch konnten sich die Gnodstadt im Ort halten. Sie erwarben im Jahr 1463 von Thomas Fuchs von Rüdenhausen und seiner Gemahlin Dorothea das Alte Schloss mitsamt der zugehörigen Besitzungen und stiegen in der Folge zu den Dorfherren von Rüdenhausen auf. In den folgenden Jahrhunderten wurde die Anlage vollständig abgerissen und es entstand an der Stelle der Burg der heutige Kirchplatz, der das Zentrum des Ortes bildet.

## Beschreibung
Von der ehemaligen Befestigungsanlage gibt es heute keine Spuren mehr. Möglicherweise ist die gotische Pfarrkirche, die im 14. Jahrhundert erstmals urkundlich erwähnt wird, der letzte Überrest der dortigen Burganlage. Untertägige Überreste der Vorgängerbauten werden vom Bayerischen Landesamt für Denkmalpflege als Bodendenkmal eingeordnet. Auffällig ist der nahezu rechteckige Platzraum östlich der Kirche, heute als Kirchplatz ein zentraler Ort der Gemeinde. Auch dort wurden aber keine Überreste des Ansitzes ausgegraben.